# Liste der Dragster-Rennstrecken
Dies ist eine Liste der Dragster-Rennstrecken (Drag-Strips), geordnet nach Kontinenten und Ländern.

## Grundlegende Informationen
Drag Racing (auch Drag Race oder Dragsterrennen) ist eine Motorsportveranstaltung für Autos und Motorräder, bei der eine gerade Strecke bei stehendem Start mit maximaler Beschleunigung schnellstmöglich zurückzulegen ist. Die traditionellen Renndistanzen sind die Viertelmeile (402,34 m) und die Achtelmeile (201,17 m). Die Rennen der oberen Amateurklassen sowie der Profiklassen werden mit Dragstern und Drag Bikes bestritten, die bis zu einigen tausend PS bzw. kW leisten. Die Reaktionsschnelligkeit der Fahrer sowie ihre Fähigkeit, die enorme Leistung der Dragster auf den speziell präparierten Drag Strip zu bringen, entscheiden über Sieg oder Niederlage.
Als Dragsterrennstrecke (auch Dragstrip, Quarter Mile oder Beschleunigungsrennstrecke) wird die dabei verwendete gerade Strecke mit zwei parallel verlaufenden Fahrbahnen bezeichnet. Die üblichen Distanzen vom Start bis zum Ziel betragen, für alle Sportsman-Klassen und Pro-Klassen (außer Top Fuel) 402,34 m (Viertelmeile), beziehungsweise 201,17 m (Achtelmeile). Für die Klasse Top Fuel Dragster und TF-Funny Car ist seit 2012 aus Sicherheitsgründen eine verkürzte Distanz von 304,80 m (1.000 Fuß) vorgeschrieben. Die Mindestbreite der Strecke und der Auslaufzone soll nicht weniger als 15,2 m (50 Fuß) betragen.

## Europa

### Deutschland
Ab 1968 plante ein kleiner Kreis von in Deutschland stationierten GIs als Freizeitvergnügen einige Rennen durchzuführen. Auf den damals aktiven US-Stützpunkten in Hanau/Erlensee und Giebelstadt fanden die ersten Rennen statt. Nach der deutschen Wiedervereinigung ergab sich die Möglichkeit, mehrere, von der Baustruktur her geeignete ehemalige Anlagen der Nationalen Volksarmee und der sowjetischen Streitkräfte zu nutzen. Die Strecken in Alteno (bekannt als MZA Luckau), Groß Dölln und Wittstock waren ab Mitte der 1990er Jahre Austragungsort mehrerer Veranstaltungen, konnten sich aber wegen fehlender Rentabilität nicht behaupten. Drag Racing hat es in Deutschland nie über den Status einer Randsportart hinausgeschafft, eine Ausnahmestellung nehmen hier die NitrOlympX ein, eine Veranstaltung die seit 1986 alljährlich auf dem Hockenheimring ausgetragen wird und durch die Austragung von Läufen zur FIA- und FIM Drag Racing Europameisterschaft, sowie ein breit gefächertes Rahmenprogramm auch international Beachtung findet.
Teilweise finden sogenannte „Run what U brung“-Veranstaltungen (auch als Public Race bezeichnet) auf aktiven Sportflugplätzen statt, bei denen aber wegen der nicht möglichen Streckenpräparation und den niedrigen Sicherheitsmaßnahmen nur reine Amateure (sog. Sportsmen-Klassen) mit straßenzugelassenen Fahrzeugen zugelassen sind. In der Vergangenheit waren hier die Atlas Race Days auf dem Flugplatz Ganderkesee und das Dragster Power Race auf dem Flugplatz Mühldorf szenenbekannt.
- Rico Anthes Quartermile, Teilstück des Hockenheimring, Austragungsort NitrolympX[3][4]
- Airbase Wittstock Wittstock/Dosse (nicht mehr aktiv)[5]
- Mehrzweckanlage Luckau (nicht mehr aktiv)[6][7]
- Flugplatz Templin/Groß Dölln (nicht mehr aktiv)[8]
- Flugplatz Aalen-Heidenheim, Aalen-Elchingen[9]
- ehemaliger Militärflugplatz Bitburg (nicht mehr aktiv)[10][11]
- Flugplatz Alkersleben bei Erfurt / Thüringen[12][13]
- Flugplatz Kindel bei Eisenach in Thüringen[14]
- ehemaliger Militärflugplatz Zerbst[15][16]

### Großbritannien
- Elvington Airfied, North Yorkshire[17]
- Santa Pod Raceway, Wellingborough, Northamptonshire[18][19]
- Shakespeare County Raceway,[20]
- Melbourne Raceway, York[21]
- Crail Raceway and Airfield, Crail[22]

### Italien
- Marzaglia Dragway, Marzaglia[23]
- Vallelunga Dragway, Vallelunga[24]
- Rivanazzano Dragway, Rivanazzano[25]

### Polen
- Poznan Raceway, Posen
- Skarbimierz, Skarbimierz

### Schweden
- Sundsvall Raceway, Sundsvall[26]
- Tierp Arena, Tierp[27]
- Tullinge Raceway, Tullinge[28][29]
- Mantorp Park, Mantorp[30]

### Ungarn
- Kunmadaras, Kunmadaras[31]
- Rabaring, Rabaring

### Übriges Europa
- Alastaro Circuit, Loimaa, Finnland[32]
- Hellinikon Airport, Athen, Griechenland
- Hal Far Raceway, Hal-far, Malta[33]
- Turtmann Raceway, Turtmann, Schweiz

## Afrika
- Wesbank Raceway, Wesbank, Südafrika
- Tarlton International Raceway, Krugersdorp, Südafrika

## Amerika

### Kanada
- Budweiser Motorsports Park, Edmonton[34]
- M.H.D.R.A. Dragstrip, Medicine Hat[35]
- Race City Motorsport Park, Calgary[36]
- Mission Raceway, Mission[37]
- NL AKAPXM Eagle Motorplex, Ashcroft
- North Central Motorsports Park, Prince George
- Viking International Raceway, Gimli
- Miramichi Dragway, New Brunswick
- Clarenville Dragway, Clarenville
- Grand Bend Motorplex, Grand Bend
- St. Thomas Dragway, Sparta
- Toronto Motorsports Park, Cayuga
- Raceway Park, Oyster Bed Bridge
- Luskville Dragway, Luskville
- Napierville Dragway, Napierville
- Pont Rouge, Pont-Rouge
- Sanair, Saint-Pie
- Saskatchewan International Raceway, Saskatoon

### Karibik
- Curacao International Raceway, Ronde Klip, Curaçao
- JamWest Speedway, Westmoreland, Jamaika
- International Raceway Park Palomarga, Oranjestad, Aruba

### Mexiko
- Samalayuca Dragway, Ciudad Juárez
- Baja Raceway, Mexicali

### Vereinigte Staaten
- 75-80 Dragway, Monrovia
- Abilene Dragstrip, Abilene
- Alabama International Dragway, Steele
- Alaska Raceway Park, Wasilla
- Albuquerque National Dragway, Albuquerque
- Amarillo Dragway, Amarillo
- Angleton Dragway, Angleton
- Atco Raceway, Atco
- Atlanta Dragway, Commerce
- Atmore Dragway, Flomaton
- Bandimere Speedway, Denver
- Barona Dragstrip, Lakeside
- Beaver Springs Dragway, Beaver Springs
- Beech Bend Raceway Park, Bowling Green
- Ben Bruce Memorial Airpark Raceway, Evadale
- Bluegrass Raceway Park, Owingsville
- Bonanza Raceway, Walla Walla
- Bradenton Motorsports Park, Bradenton
- Brainerd International Raceway, Brainerd
- Brainerd Optimist Dragstrip, Ringgold
- Bremerton Raceway, Bremerton
- Bristol Dragway, Bristol
- Bunker Hill Dragstrip, Bunker Hill
- Byron Dragway, Rockford
- California Dragway, Fontana
- Capitol Raceway, Crofton
- Carolina Dragway, Jackson
- Carolina Raceway Park, Carolina
- Cecil County Dragway, Rising Sun
- Cedar Falls Raceway, Rockford
- Centerville Dragway, Centerville
- Chandler Motorsports Park, Chandler
- Charlotte Motor Speedway, Concord
- Cherokee County Motorsports Park, Rusk
- Cherokee Raceway Park, Surgoinsville
- Coastal Plains Raceway, Jacksonville
- Coles County Dragway, Charleston
- Colonial Beach Dragway, Colonial Beach
- Cooper River Dragway, Moncks Corner
- Coos Bay International Speedway, Coos Bay
- Cordova Dragway Park, Cordova
- County Line Dragway, Laredo
- Dakota Flat Track, Minot
- Darlington International Dragway, Hartsville
- Delaware US 13 Dragway, Delmar
- Denton Dragway, Denton
- Desert Thunder Raceway, Midland
- Dolaca Motorplex, Meadow
- Dorchester Dragway, Dorchester
- Douglas Motorsports Park, Douglas
- Dragway 42, West Salem
- Dunn-Benson Dragstrip, Dunn
- E.T. Raceway, Bloomfield
- Eddyville Raceway, Oskaloosa
- Edgewater Sports Park, Cleves (Iowa)
- Edinburg International Racetrack, Edinburg
- Elk Creek Dragway, Wytheville
- Emerald Coast Dragway, Holt
- English Mountain Dragway, Sevierville
- ESTA Safety Park Dragstrip, Cicero
- Famoso Raceway, Bakersfield
- Farmington Motorsports Park, Farmington
- Fayetteville Motorsports Park, Fayetteville
- Finishline Dragstrip, Prentiss
- Firebird International Raceway, Chandler
- Firebird Raceway, Boise
- Gainesville Raceway, Gainesville[38]
- Gateway International Raceway, Madison
- Great Lakes Dragaway, Union Grove
- Greer Dragway, Greer
- Grove Creek Raceway, Grove City
- Gulfport Dragway, Gulfport
- Hallsville Dragway, Hallsville
- Hawaii Raceway Park, Oʻahu
- Heartland Park Topeka, Topeka
- Hilo Dragstrip, Hilo
- Hobbs Motorsports Park, Hobbs
- Houston Motorsports Park, Houston
- Houston Raceway Park, Houston
- Hub City Dragway, Hattiesburg
- Huntsville Dragway, Toney
- I-40 Dragway, Crossville
- Immokalee Regional Raceway, Immokalee
- Indianapolis Raceway Park, Clermont
- Sonoma Raceway, Sonoma
- Intermountain Motorsports Park, Acton
- Interstate Dragways, Moorhead
- Inyokern Dragstrip, Ridgecrest
- Irwindale Dragstrip, Irwindale
- Island Dragway, Great Meadows
- Jackson Dragway, Jackson
- Jefferson-Pageland Dragstrip, Heath Springs
- Julesburg Dragstrip, Julesburg (Colorado)
- Kanawha Valley Dragway, Point Pleasant
- Kansas City International Raceway, Kansas City
- Kauai Raceway Park, Kekaha
- Kearney Raceway Park, Kearney
- Kil-Kare Dragway, Xenia
- Kinston Drag Strip, Kinston
- Knoxville Dragway, Knoxville[39]
- Lakeview Dragstrip, Lakeview
- Lancaster Motorsports Park, Clarence
- Lapeer International Dragway, Lapeer
- Las Vegas Motor Speedway, Las Vegas
- Lebanon Valley Dragway, West Lebanon
- Lewistown Raceway, Lewistown
- London Dragway, London
- Lone Star Raceway Park, Sealy
- Long Island Motorsports Park, Westhampton
- Los Angeles County Raceway, Palmdale
- Lost Creek Raceway, Anaconda
- Louisiana Raceway, Eunice
- Lubbock Dragway, Lubbock
- Lucky Drag City, Wattsburg
- Macon National Dragway, Danville
- Madras Dragstrip, Madras
- Maple Grove Raceway, Reading
- Marion County International Raceway, La Rue
- Maryland International Raceway, Mechanicsville
- Mason-Dixon Dragway, Hagerstown
- Maui Raceway Park, Puuene
- Memphis Motorsports Park, Memphis
- Mid-America Raceways, Wentzville
- Midlands Raceway Park, Lugoft
- Mid-Michigan Motorplex, Stanton
- Midstate Dragway, Havana
- Milan Dragway, Milan
- Mo Kan Dragway, Asbury
- Mobile Dragway, Irvington
- Montgomery Motorsports Park, Montgomery
- Mooresville Dragway, Mooresville
- Mopar Drag City, Banning
- Moroso Motorsports Park, West Palm Beach
- Mount Park Dragway, Clay City
- Muncie Dragway, Albany
- Music City Raceway, Hendersonville
- National Trail Raceway, Columbus
- Natural Bridge Dragstrip, Richmond
- Navasota Raceway, Navasota
- Nebraska Motorplex, Scribner
- New Bama Dragway, Cordova
- New England Dragway, Epping
- New Hope Dragway, Spencer
- New York International Raceway Park, Leicester
- No Problem Raceway, Belle Rose
- Northeast Dragway, Hertford
- Northwest Tennessee Motorsports, Gleason
- Norwalk Raceway Park, Norwalk
- Numidia Raceway, Numidia
- Oahe Speedway, Pierre
- Ohio Valley Raceway, Louisville
- Old Bridge Township Raceway Park, Englishtown
- Orangeburg Dragstrip, Neeses
- Orlando Speed World Dragway, Orlando
- Osceola Dragway, Osceola
- Outer Banks Speedway, Creswell
- Oxford Plains Dragway, Oxford
- Ozark International Raceway, Springfield
- Pacemakers Dragway Park, Mount Vernon
- Pacific Raceways, Kent
- Paris Dragstrip, Paris
- Piedmont Dragway, Greensboro
- Pine Valley Raceway Park, Lufkin
- Pittsburgh Raceway Park, New Alexandria
- Pomona Raceway, Pomona[40]
- Ponce International Speedway Park, Ponce
- Portland International Raceway, Portland
- Prairie Hill Dragway, Prairie Hill
- Pueblo Motorsports Park, Pueblo
- Quaker City Raceway, Salem
- Red River Raceway, Gilliam
- Redding Dragstrip, Redding
- Redline Raceway, Caddo Mills
- Renegade Raceways, Yakima
- Richmond Dragway, Ashland
- Rock Falls Raceway, Eau Claire
- Rockingham Dragway, Rockingham
- Rocky Mountain Raceways, West Valley City
- Rolling Thunder Dragstrip, Pacific Junction
- Roswell Dragway, Roswell
- Route 66 Raceway, Joliet
- Roxboro Motorsports Dragway, Roxboro
- S.R.C.A Dragstrip, Great Bend
- Sacramento Raceway Park, Sacramento
- Salinas Speedway, Salinas
- Samoa Dragstrip, Samoa
- San Antonio Raceway, Marion
- Savannah Dragway, Bloomingdale
- Silver Dollar Dragway, Reynolds
- Skyview Drags, Tiogo Center
- South Georgia Motorsports Park, Cecil
- South Mountain Dragway, Boiling Springs
- Southeastern International Dragway, Hiram
- Southern Dragway, Nicholls
- Southern Oregon Dragway, White City
- Southwestern International Raceway, Tucson
- Speedworld Raceway Park, Phoenix
- Spencer Speedway, Williamson
- Spokane Raceway Park, Spokane
- State Capitol Dragway, Baton Rouge
- Sturgis Dragway, Sturgis
- Sumerduck Dragway, Fredericksburg
- Sunshine Dragstrip, Clearwater
- Team Possibilities Raceway, San Diego
- Temple Academy Dragway, Holland
- Texas Motorplex, Ennis
- Texas Raceway, Kennedale
- Thompson Drag Raceway, Thompson
- Thunder Alley Dragway, El Paso
- Thunder Valley Raceway Park, Noble
- Thunder Valley Raceway, Marion
- Top Gun Raceway, Fallon
- Tri-State Dragway, Hamilton
- Tri-State Raceway, Earlville
- TSM Raceway, Mount View
- Tulsa Raceway Park, Tulsa
- Tuscola Motorsports, Lena
- Twin City Drags, Monroe
- U.S. 131 Motorsports Park, Martin
- US 19 Dragway, Albany
- US 41 International Dragway, Morocco
- Virginia Motorsports Park, Petersburg
- Wabash Valley Dragway, Terre Haute
- Ware Shoals Dragway, Ware Shoals
- Western Colorado Dragway, Grand Junction
- Wichita International Raceway, Wichita
- Wichita Raceway Park, Wichita Falls
- Wilkesboro Raceway Park, Wilkesboro
- Windy Hollow Raceway Park, Owensboro
- Wisconsin International Raceway, Kaukauna
- Woodburn Dragstrip, Woodburn

### Argentinien
- Autódromo Oscar Alfredo Gálvez, Buenos Aires
- Autódromo Adrian Villegas, Avellaneda

## Asien

### Philippinen
- PRA Promenade, Pasay City
- Speed City Race Track, Dvo
- Angeles Dragstrip, Angeles City

### Übriges Asien
- Bahrain International Circuit, Manama, Bahrain
- Sea Link Drag Racing, Bombay, Indien
- Sepang International Circuit, Sepang, Malaysia
- Yas Marina Circuit, Abu Dhabi, Vereinigte Arabische Emirate

## Australien und Neuseeland

### Australien
- Calder Park Raceway, Melbourne[41]
- Western Sydney International Dragway, Sydney[42]
- Hidden Valley International Dragstrip, Darwin[43]
- Benaraby Raceway, Gladstone[44]
- Palmyra Dragway, Mackay[45]
- Warwick Dragway, Warwick[46]
- Willowbank Raceway, Willowbank[47]
- Adelaide International Raceway, Virginia[48]
- Mildura Sunset Strip, Mildura[49]
- Steel City Raceway, Whyalla[50]
- Motors AC Delco Dragway, Invermay
- Bairnsdale Dragway, Bairnsdale[51]
- Quit Motorplex Kwinana Beach, Kwinana[52]
- Heathcote Raceway Park, Cranbourne Park[53]
- Eastern Creek Raceway, Blacktown City[54]

### Neuseeland
- Champion Dragway, Meremere
- Lakeside International Dragway, Taupō
- Masterton Motorplex, Masterton
- Ruapuna Raceway, Christchurch